# لاس، اسکاتلند
لاس (به انگلیسی: Luss) یک روستا در بریتانیا است که در آرگایل و بوت واقع شده‌است. لاس ۴۵۰ نفر جمعیت دارد.